# Karl Adolphs
Karl Adolphs (* 9. November 1904 in Solingen; † 24. Dezember 1989 in Leipzig) war ein deutscher Politiker (KPD/SED) und Funktionär.

## Leben
Adolphs wuchs in Solingen als Sohn einer Arbeiterfamilie auf. Nach Besuch der Volksschule machte er eine Ausbildung zum Nickelpolierer. 1918 schloss er sich der SAJ, ein Jahr später dem KJVD an. 1922 wurde er Mitglied der KPD und wirkte als Parteifunktionär im Rheinland. Von 1926 bis 1928 absolvierte Adolphs die Internationale Lenin-Schule in Moskau. Nach seiner Rückkehr arbeitete er 1928/29 in der Orgabteilung des ZK der KPD. Im Januar 1929 wurde er Instrukteur in Breslau. 1930/31 war er Orgleiter der Bezirksleitung Pommern in Stettin. Danach war er in Essen für den Literaturvertrieb im Ruhrgebiet verantwortlich, von November 1932 bis April/Mai 1933 war Adolphs Unterbezirks-Sekretär in Bochum.
Nach der „Machtergreifung“ der Nationalsozialisten beteiligte er sich am Widerstand. Im September 1933 wurde Adolphs Leiter der illegalen KPD im Bezirk Mittelrhein, im März 1934 Sekretär der illegalen Bezirksleitung Hannover-Braunschweig. Am 4. Februar 1935 wurde er in Hannover inhaftiert und im Juni 1936 vom Volksgerichtshof zu 15 Jahren Zuchthaus verurteilt. Von März 1944 bis April 1945 war er Häftling im KZ Buchenwald.
1945 wurde er Bürgermeister von Ballenstedt, anschließend Oberbürgermeister von Bernburg (Saale) (1945 bis 19. Februar 1946) und später von Dessau (1946–1949). Seit 1946 Mitglied der damals neugegründeten SED, besuchte er die Verwaltungsschule in Forst Zinna. 1949 wurde er Intendant des Mitteldeutschen Rundfunks. Von August 1952 bis Februar 1959 war er Vorsitzender des Rates des Bezirkes Leipzig und Mitglied des Büros der SED-Bezirksleitung ebendort. 
Karl Adolphs wurde im März 1959 auf Vorschlag der Bezirksparteikontrollkommission Leipzig abgelöst, nachdem im Februar gegen ihn eine Rüge erteilt worden war:
Adolphs „verstieß in seiner Eigenschaft als Vorsitzender des Rates des Bezirkes Leipzig gröblichst gegen die Prinzipien der Partei. Trotz der laufend an ihm geübten Kritik wegen ungenügender Durchführung von Beschlüssen der Partei und Regierung, hat Gen. Adolphs keine ernsthaften Schlußfolgerungen daraus gezogen. Seine subjektive Einstellung zu den Beschlüssen der Partei, seine Überheblichkeit und die Annahme seiner Unfehlbarkeit trug dazu bei, dass eine Atmosphäre der Unehrlichkeit entstand.“
Von 1959 bis 1961 wirkte er als Abteilungsleiter der Kulturstätten beim Rat der Stadt Leipzig sowie Direktor des Zentralen Kulturparks „Clara Zetkin“. Von 1961 bis 1965 war Adolphs schließlich stellvertretender Oberbürgermeister von Leipzig. Von 1965 bis 1971 war er Vorsitzender der SED-Stadtparteikontrollkommission in Leipzig.
Von 1952 bis 1968 war er zudem Vorsitzender des Bezirksvorstandes Leipzig der Gesellschaft für Deutsch-Sowjetische Freundschaft.

## Auszeichnungen
- Vaterländischer Verdienstorden in Silber (6. Mai 1955) und in Gold (1970)
- Karl-Marx-Orden (1984)